# Акантоцефали
Акантоцефали, або колючеголо́ві (Acanthocephala) — тип паразитичних тварин. В україномовній літературі акантоцефал також називають скребликами або скреблянками.
Характеризуються присутністю рухливого хоботка, озброєного шипами, що використовується для вбуравлення і утримання в стінці кишечника їх хазяїв. Акантоцефали мають складний життєвий цикл, який включає кількох хазяїв. Як проміжні виступають безхребетні — ракоподібні, комахи, молюски. Кінцевими хазяями виступають хребетні тварини — риби, амфібії, птахи або ссавці. Відомо близько 1150 видів.
Раніш акантоцефали вважалися дискретним типом. Недавній аналіз геному показав, що вони є нащадками дуже модифікованих коловерток. Це було показано молекулярною філогенетикою. Цей єдиний таксон відомий як Syndermata.

## Історія
Перше описання акантоцефалів дав італійський автор Франческо Реді (1684): «хробак з хоботком озброєний гачками». У 1771 році І.Т. Кьолройтер запропонував для них назву — акантоцефали. Мюллер, незалежно від них, назвав їх Echinorhynchus в 1776 році. Карла Рудольфі в 1809 році офіційно назвав їх Acanthocephala. Назва походить від грецького ακανθος, akanthos, шип + κεφαλη, kephale, голова.

## Морфологічна характеристика

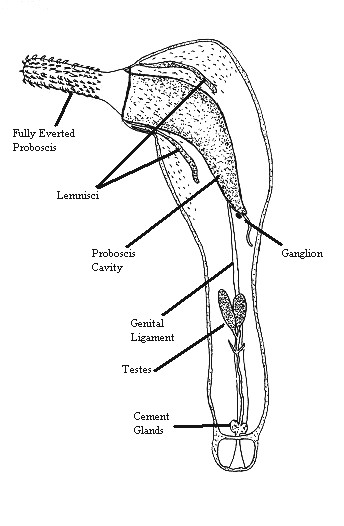
Схематичний рисунок акантоцефала

Ряд морфологічних ознак відрізняють акантоцефалів від інших паразитичних червів.

### Травна система
У акантоцефалів відсутній рот і шлунково-кишковий тракт. За цією ознакою вони близькі до цестод, хоча ці дві групи не є тісно пов'язаними. Дорослі акантоцефали живуть у кишці їхніх хазяїв і поглинають поживні перетравлені речовини приймаючи їх всією поверхнею тіла.

### Хобіток

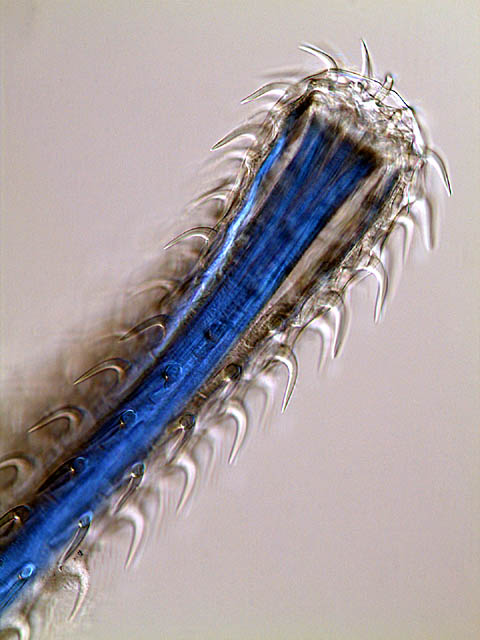
Хобіток Rhadinorhynchus sp.

Найпримітнішою особливістю акантоцефалів є наявність у передній частині тіла рухливого хобітка, який, як правило, вкритий колючими гачками (звідси і одна з назв акантоцефалів: колючоголові). Хоботок несе загнуті гачки, розташовані у горизонтальних рядах; за допомогою цих гачків акантоцефали прикріплюються до тканин хазяїна. Гачки можуть бути двох або трьох типів. Довше, тонкіші гачки, як правило, розташовані по всій довжині хоботка, а коротші гачки — біля основи хоботка. Хоботок використовується для пробуравлення стінки кишечника остаточного хазяїна, і утримування паразита поки він реалізує свій життєвий цикл.
Як і тіло, хобіток є порожнистим; його порожнина відділена від порожнини тіла перегородкою, або хобітковою піхвою. Ниткоподібні м'язи, пов'язують хобіток із піхвою. Їх скорочення викликає інвагінацію хобітка до порожнини піхви. Весь апарат хоботок, принаймні частково, може бути занурений до порожнини тіла, і це здійснюється двома втягуючого м'язами — лемнісками, які йдуть від задньої поверхні перегородки на стінки тіла.
Деякі з акантоцефалів (перфоруючі акантоцефали) здатні створювати прободіння стінки кишечника, відкриваючи отвір до черевної порожнини хазяїна.

### Розміри
Розмір акантоцефалів сильно варіює, від кількох міліметрів у довжину, до Macracanthorhynchus hirudinaceus, який сягає 65 см.

### Зовнішня поверхня
Зовні покрови акантоцефалів складаються з тонкого тегументу, який вкриває епідерміс. Останній складається з синцитія, який не містить клітинної стінки. Синцитій перетинає ряд розгалужених трубочок, що містять рідину і контролюються кількома амебоподібними ядрами. Усередині синцитію знаходяться неправильні шари кругових м'язових волокон, ендотелій відсутній. За своєю мікро-структурою м'язові волокона подібні до таких у нематод.